# Wałowice (Łódź)
Pour les articles homonymes, voir Wałowice.
Wałowice est une localité polonaise de la gmina et du powiat de Rawa Mazowiecka en voïvodie de Łódź.